# Commission fédérale d'éthique pour la biotechnologie dans le domaine non humain
 (février 2022).
En Suisse, la Commission fédérale d'éthique pour la biotechnologie dans le domaine non humain (CENH) est, selon l'art. 23 de la loi fédérale sur l'application du génie génétique au domaine non humain, une commission consultative extraparlementaire. Elle conseille le Conseil fédéral ainsi que les autorités de la Confédération et des cantons chargées de légiférer et d'exécuter des actes en matière de biotechnologie dans le domaine non humain. Cette commission a été instituée par une décision du Conseil fédéral en date du 27 avril 1998. Du point de vue administratif, elle est rattachée à l'Office fédéral de l'environnement (OFEV) au sein du Département fédéral de l'environnement, des transports, de l'énergie et de la communication (DETEC).

## Mandat
La commission suit et évalue sous l'angle de l'éthique l'évolution et les applications de la biotechnologie, et se prononce sur les aspects éthiques de leurs implications scientifiques et sociales. Elle conseille
- le Conseil fédéral lorsqu'il élabore des prescriptions
- les autorités fédérales et cantonales chargées de l'exécution ; elle se prononce notamment sur les demandes d'autorisation ou les projets de recherche à caractère fondamental ou exemplaire ; à cet effet, elle peut consulter les dossiers, demander des renseignements et prendre l'avis d'autres spécialistes.

Elle collabore avec d'autres commissions fédérales et cantonales qui traitent de questions relevant de la biotechnologie.
Elle engage le débat public sur les questions d'éthique liées à la biotechnologie. Elle présente périodiquement un rapport au Conseil fédéral sur ses activités.

## Membres
La commission se compose de 12 personnes n'appartenant pas à l'administration publique, spécialistes de l'éthique ou représentants d'autres disciplines possédant des connaissances scientifiques ou pratiques dans le domaine de l'éthique. Plusieurs courants doivent y être représentés.
Les membres de la commission sont nommés par le Conseil fédéral pour une législature de 4 ans.
- Klaus Peter Rippe (Président), professeur de philosophie pratique et recteur de l’Université d’Education de Karlsruhe (D), directeur du Bureau „ethik im diskurs“ à Zurich
- Markus Arnold, enseignant d’éthique et responsable de formation à l’institut de pédagogie religieuse de l’Université de Lucerne
- Monika Betzler, professeur de philosophie pratique et d’éthique à la Ludwig-Maximilians-Universität à Munich (D).
- Christine Clavien, maître d’enseignement et de recherche (MER) en philosophie à l’institut Éthique Histoire Humanités (iEH2) de l’Université de Genève
- Eva Gelinsky, collaboratrice scientifique chez ProSpecieRara, collaboratrice au sein de la communauté d’intérêts pour les semences génétiquement non modifiées (IG Saatgut)
- Greta Guarda, professeur assistante de biologie à la faculté de biologie et médecine de l‘Université de Lausanne
- Gérald Hess, maître d'enseignement et de recherche (MER) en éthique et philosophie de l’environnement à la faculté des géosciences et de l’environnement de l’Université de Lausanne
- Tosso Leeb, professeur en génétique vétérinaire et en élevage animal, directeur de l’institut de génétique à la faculté Vetsuisse de l’Université de Berne
- Matthias Mahlmann, professeur en théorie du droit, en sociologie du droit et en droit international public à l’institut des sciences juridiques (RWI) de l’Université de Zurich
- Jean-Marc Neuhaus, professeur de biochimie et biologie moléculaire à l’institut de bBotanique de l'Université de Neuchâtel
- Otto Schäfer, chargé des questions théologiques et éthiques, Fédération des Eglises Protestantes de Suisse (FEPS/SEK), Berne
- Markus Wild, professeur de philosophie théorétique au séminaire philosophique de l’Université de Bâle.

Parmi les anciens membres figure Martine Jotterand, cytogénéticienne (2001 à 2012).

## Secrétariat
La commission est épaulée par un secrétariat scientifique. Celui-ci est subordonné, sur le plan scientifique, à la présidence de la commission et, sur le plan administratif, à l’Office fédéral de l’environnement (OFEV).

## Publications

### Principales prises de position de la commission
- La dignité de l'animal, Prise de position commune de la Commission fédérale d'éthique pour le génie génétique dans le domaine non humain (CENH et de la Commission fédérale pour les expériences sur animaux (CFEA) en vue de concrétiser la dignité de la créature chez l'animal, 2001.
- Brevetabilité des animaux et des plantes - Contribution à la discussion, 2001.
- Le génie génétique dans l'alimentation - Considérations éthiques sur la mise en circulation de denrées alimentaires et d'aliments pour animaux, 2003.
- Génie génétique et pays en développement - Une contribution éthique au débat, 2004.
- Recherches sur les primates - Une évaluation éthique, Rapport de la Commission fédérale pour les expériences sur animaux (CFEA) et de la Commission fédérale d'éthique pour la biotechnologie dans le domaine non humain (CENH), 2006.
- La dignité de la créature dans le règne végétal - La question du respect des plantes au nom de leur valeur morale, 2008.
- Biologie synthétique. Réflexions éthiques, 2010.
- Dissémination de plantes génétiquement modifiées – critères éthiques, 2012.
- Utilisation éthique des poissons, 2014.
- Liberté de la recherche et sécurité biologique - Réflexions éthiques à partir de l'exemple de la recherche à double usage préoccupante (dual use research of concern), 2015.
- Nouvelles techniques de sélection végétale – réflexions éthiques, 2016.

### Collection « Contributions à l’éthique et à la biotechnologie »
Dans la collection « Contributions à l'éthique et à la biotechnologie » (Beiträge zur Ethik und Biotechnologie) paraissent des rapports d'experts rédigés à la demande de la Commission fédérale d'éthique pour la biotechnologie dans le domaine non humain. Ces rapports d'experts jettent les bases de la discussion des aspects éthiques de la biotechnologie et servent de documents de travail à la CENH.
- Volume 1 : Andreas Bachmann, Nano(bio)technologie - Eine ethische Auslegeordnung (Nanobiotechnologie: un état des lieux éthique), 2006.
- Volume 2 : Jürg Stöcklin, Die Pflanze - Moderne Konzepte der Biologie (La plante. Concepts actuels de la biologie), 2007.
- Volume 3 : Andreas Brenner, Leben - Eine philosophische Untersuchung (La vie. Un examen philosophique), 2007.
- Volume 4 : Benjamin Rath, Ethik des Risikos - Begriffe, Situationen, Entscheidungs-theorien und Aspekte (Ethique du risque - notions, situations, théories et aspects), 2008.
- Volume 5 : Joachim Boldt, Oliver Müller, Giovanni Maio, Synthetische Biologie - Eine ethisch-philosophische Analyse (Biologie synthétique - une analyse éthico-philosophique), 2009.
- Volume 6 : Bernard Baertschi. La vie artificielle. Le statut moral des êtres vivants artificiels, 2009.
- Volume 7 : Arianna Ferrari, Christopher Coenen, Armin Grunwald, Arnold Sauter, Animal Enhancement – Neue technische Möglichkeiten und ethische Fragen, 2010.
- Volume 8 : Peter Kunzmann, Nikolaus Knoepffler, Primaten – Ihr moralischer Status, 2011.
- Volume 9 : Helmut Segner, Fish – Nociception and pain. A biological perspective, 2012.
- Volume 10 : Markus Wild, Fische – Kognition, Bewusstsein und Schmerz. Eine philosophische Perspektive, 2012.
- Volume 11 : Biosecurity und Publikationsfreiheit – Die Veröffentlichung heikler Forschungsdaten im Spannungsfeld von Freiheit und Sicherheit. Eine grundrechtliche Analyse, 2014.

## Divers
En octobre 2008, la CEHN s'est vu décerner le prix Ig Nobel de la paix pour son rapport « La dignité de la créature dans le règne végétal - La question du respect des plantes au nom de leur valeur morale ».